# Spaghettialen
De Spaghettialen (Moringuidae) vormen een familie straalvinnige vissen uit de orde van palingachtigen (Anguilliformes). Er zijn 15 soorten bekend, verdeeld over 2 geslachten. De vissen komen zowel in zeewater als in zoet en brak water voor, onder andere in de Atlantische en Grote Oceaan.
De Moringuidae danken hun Nederlandse naam Spaghetti-aal aan het zeer langgerekte lichaam. De ogen zijn erg klein.

## Geslachten
- Moringua J. E. Gray, 1831
- Neoconger Girard, 1858